# جام حذفی فوتبال انگلستان ۷۲–۱۸۷۱
جام حذفی فوتبال انگلستان ۷۲–۱۸۷۱ اولین دوره از رقابت جام اتحادیه فوتبال انگلستان؛ قدیمی‌ترین رقابت فوتبال در جهان بود که در عصر جدید به عنوان جام حذفی شناخته می‌شود. پانزده باشگاه از میان پنجاه باشگاه عضو اتحادیه فوتبال انگلستان در اولین دوره از این رقابت‌ها شرکت کردند، اما سه باشگاه بدون برگزاری بازی کنار کشیدند. فینال به تاریخ ۱۶ مارس ۱۸۷۲ در ورزشگاه اوال کنینگتون برگزار شد و واندررز با تک‌گل مورتون بتس، رویال انجینیرز را شکست داد و نامش به عنوان اولین قهرمان جام حذفی فوتبال انگلستان ثبت شد.

## پس‌زمینه
اتحادیه فوتبال انگلستان، به عنوان بدنه حاکم بر این ورزش در سال ۱۸۶۳ شکل گرفت، اما در هشت سال آغازین تأسیس آن، باشگاه‌های عضو در این اتحادیه، تنها در قالب بازی‌های دوستانه به مصاف هم می‌رفتند که هیچ جام یا جایزه‌ای نداشت. در سال ۱۸۷۱، چارلز الکوک به عنوان دفتردار اتحادیه فوتبال، ایده یک رقابت تک‌حذفی را با حضور تمامی باشگاههای عضو اتحادیه فوتبال مطرح کرد که یک جام هم به قهرمان آن اهدا می‌شد. این ایده الکاک از روزهای حضورش در دبیرستان هارو الهام گرفته شده بود، زمانی که گروه‌های این دبیرستان، هر سال برای کسب عنوان «گروه برتر» با هم رقابت می‌کردند..

## قوانین
در قوانین این جام مقرر شده بود که هر تیم باید شامل یازده بازیکن و زمان هر مسابقه ۹۰ دقیقه باشد (آن زمان، قوانین فوتبال این موارد را به شکل دقیق مشخص نکرده بود). مسئولان، هیچ پیش‌بینی‌ای برای وقت اضافه نداشتند. هنگامی که یک مسابقه بعد از ۹۰ دقیقه به تساوی کشیده می‌شد، یا یک بازی مجدد برگزار می‌کردند یا هر دو تیم اجازه داشتند به دور بعد بروند و انتخاب بین یکی از این دو گزینه به صلاحدید کمیته سازماندهی مسابقات واگذار شده‌بود. مسابقات توسط دو داور قضاوت می‌شد که هر کدام را یک تیم معرفی می‌کرد: به دنبال اختلافات داوران هر تیم بر سر قوانین در دورهای قبلی مسابقات، یک داور بی‌طرف برای دورهای بعدی اضافه شد.
در این زمان بود که تغییرات در قوانین فوتبال بلافاصله اعمال شد. بنابراین قوانین سال ۱۸۷۱ برای بیشتر مسابقات مورد استفاده قرار گرفت، اما برای دو مسابقه آخر (بازی فینال و نیمه نهایی بین رویال انجینیرز و کریستال پالاس)، قوانین سال ۱۸۷۲ استفاده شد که ضربه کرنر و ضربه آزاد را برای خطای هند معرفی کرده‌بود.

## قالب مسابقات
دور اول: ۱۴ تیم (همراه با همپستد هیتنز که کناره‌گیری کرد) مقابل یکدیگر بازی و هفت تیم پیروز به دور بعد صعود کردند. هیچین، کریستال پالاس، کوئینز پارک و دانینگتون اسکول همگی به دلیل تساوی یا عدم برگزاری بازی‌هایشان به دور بعد رسیدند.
دور دوم: ۱۰ تیم باقی‌مانده به مصاف هم رفتند و ۵ تیم پیروز به دور بعد رسیدند.
دور سوم: ۴ تیم به مصاف هم رفتند، کوئینز پارک بدون انجام حتی یک مسابقه به نیمه نهایی صعود کرد.
نیمه نهایی: با تساوی بین کریستال پالاس و رویال انجینیرز در دور سوم، هر دو به دور بعد رسیدند. هر چهار تیم بازی تکرار را انجام دادند و تیم‌های پیروز صعود کردند.
فینال: دو تیم باقی‌مانده در کنینگتون اووال رو در روی هم قرار گرفتند. تیم پیروز جام قهرمانی را کسب کرد.

## نتایج
پنجاه باشگاه واجد شرایط شرکت در این مسابقات بودند، اما تنها دوازده باشگاه چالش رقابت در این جام را پذیرفتند: بارنز، سیویل سرویس، کلپهم روورز، کریستال پالاس، همپستد هیتنز، هارو چکرز، مدرسه هارو، لوزان، رویال انجینیرز، آپتون پارک، واندررز و وینزر هوم پارک. با این حال، قبل از برگزاری دور اول، مدرسه هارو، لوزان و وینزر هوم پارک همگی کناره‌گیری کردند و تعداد شرکت‌کنندگان به ۹ تیم کاهش یافت، اما شش باشگاه دیگر، از جمله باشگاه برتر اسکاتلند، کویینز پارک وارد مسابقات شدند.
اکثر شرکت‌کنندگان اصلی، اکنون منحل شده‌اند. کوئینز پارک تا سال ۱۸۸۷ در جام حذفی شرکت کرد، تا آنکه اتحادیه فوتبال اسکاتلند باشگاه‌های عضو خود را از ورود به رقابت‌های کشور انگلیس منع کرد. این تیم همچنان در دسته‌های پایین لیگ فوتبال حرفه‌ای اسکاتلند فعال است. مارلو و میدنهد (که اکنون میدنهد یونایتد نام دارد) هنوز فعال هستند و هر کدام تنها یک فصل را در تاریخ این مسابقات از دست داده‌اند. سیویل سرویس هنوز وجود دارد و در مسابقات ائتلاف فوتبال آماتور رقابت می‌کند. تیم کریستال پالاس در فاصله سال‌های ۱۸۷۱ تا ۱۸۷۲ فعال بود و تصور می‌شد که یک باشگاه آماتور سابق منحل شده باشد، اما مورخان پیوندهایی میان این تیم آماتور با باشگاه حرفه‌ای کریستال پالاس  امروزی پیدا کرده‌اند، اگرچه هنوز به شکل رسمی تأیید نشده‌است. تیم هیچین در دهه ۱۸۷۰ بازسازی شد و در سال ۱۹۲۸، هیتچین تاون کنونی را شکل داد.
باشگاه اسکاتلندی کویینز پارک از دیگر تیم‌های شرکت‌کننده بود که به دلیل عدم توافق با حریفان برای تعیین محل برگزاری بازی یا کناره‌گیری حریفان از رقابت‌ها و یا خوردن به قرعه استراحت، بدون انجام حتی یک بازی به نیمه نهایی رسید. با این حال، پس از تساوی با واندررز در نیمه نهایی، نتوانستند برای برگزاری بازی مجدد به لندن برگردند و به اجبار کناره‌گیری کردند و حریفشان را به فینال فرستادند.

## جدول زمانی
| دور          | تاریخ                  | بازی‌ها | بازی‌ها | بازی‌ها | بازی‌ها  | باشگاه‌ها | تازه‌واردان این دور |
| دور          | تاریخ                  | اصلی   | تکرار  | پیروز  | استراحت | باشگاه‌ها | تازه‌واردان این دور |
| ------------ | ---------------------- | ------ | ------ | ------ | ------- | -------- | ------------------ |
| دور اول      | ۱۱ نوامبر ۱۸۷۱         | ۷      | ۰      | ۲      | ۳       | ۱۵ ? ۱۰  | ۱۵                 |
| دور دوم      | ۱۶ دسامبر ۱۸۷۱         | ۵      | ۱      | ۱      | ۰       | ۱۰ ? ۵   | نداشت              |
| دور سوم      | ۲۰–۲۷ ژانویه ۱۸۷۲      | ۲      | ۰      | ۰      | ۱       | ۵ ? ۴    | نداشت              |
| نیمه نهایی‌ها | ۱۷ فوریه - ۵ مارس ۱۸۷۲ | ۲      | ۲      | ۱      | ۰       | ۴ ? ۲    | نداشت              |
| فینال        | ۱۶ مارس ۱۸۷۲           | ۱      | ۰      | ۰      | ۰       | ۲ ? ۱    | نداشت              |

## دور اول
اگرچه در دور اول هفت مسابقه برنامه‌ریزی شده بود، اما تنها چهار مسابقه برگزار شد. واندررز و رویال انجینرز هر دو با انصراف حریفانشان از رقابت‌ها، برنده بازی اعلام شدند و از آنجایی که کوئینز پارک و دانینگتون اسکول نتوانستند در مورد تاریخ برگزاری بازی به توافق برسند، هر دو بدون بازی به دور دوم صعود کردند. با توجه به آنکه تعداد شرکت‌کنندگان فرد بود، همپستد هیتنز قرعه استراحت را برای دور دوم دریافت کرد. بارنز هم سیویل سرویس را شکست داد که تنها هشت بازیکن داشت. اولین گل این مسابقات که اولین گل تاریخ جام حذفی است توسط جارویس کنریک از کلپهم روورز به ثمر رسید.
| بارنز          | ۲–۰ | سیویل سرویس |
| -------------- | --- | ----------- |
| دانج' · وستون' |     |             |

| هیچین | ۰–۰ | کریستال پالاس |
| ----- | --- | ------------- |
|       |     |               |

| میدن‌هد    | ۲–۰ | مارلو |
| --------- | --- | ----- |
| یانگ' (۲) |     |       |

| آپتون پارک | ۰–۳ | کلپهم روورز           |
| ---------- | --- | --------------------- |
|            |     | کنریک' (۲) · تامپسون' |

| کویینز پارک | برگزار نشد. | دانینگتون اسکول |
| ----------- | ----------- | --------------- |
|             |             |                 |

| رویال انجینیرز | انصراف رایگیت پرایری | رایگیت پرایری |
| -------------- | -------------------- | ------------- |
|                |                      |               |

| واندررز | انصراف هارو چکرز | هارو چکرز |
| ------- | ---------------- | --------- |
|         |                  |           |

| همپستد هیتنز | استراحت |  |
| ------------ | ------- |  |
|              |         |  |

کویینز پارک و دانینگتون اسکول، از آنجا که برای تعیین محل برگزاری بازی به توافق نرسیدند، هر به دور دوم راه پیدا کردند. 
هیچین و کریستال پالاس، هر دو بدون انجام بازی تکراری به دور بعد رسیدند.

## دور دوم
در دور دوم کوئینز پارک و دانینگتون اسکول بار دیگر به هم رسیدند. این بار اما دانینگتون به طور کلی از مسابقات کناره گرفت و اینگونه کوئینز پارک بدون انجام حتی یک بازی به مرحله یک چهارم نهایی صعود کرد. در کنینگتون اووال، رویال انجینیرز به راحتی هیچین را که فقط توانست هشت بازیکن به میدان بفرستد، شکست داد. مسابقه بین بارنز و همپستد هیتنز پس از وقفه به دلیل تاریک شدن هوا با تساوی به پایان رسید. کمیته مسابقات دستور تکرار این بازی را صادر کرد، (اولین بازی تکراری در تاریخ جام حذفی) و هیچین با وجود اینکه هر دو بازی را در خانه حریف انجام داد و تنها ده بازیکن داشت، پیروز این بازی شد.
| کریستال پالاس        | ۳–۰ | میدن‌هد |
| -------------------- | --- | ------ |
| بوش' · چنری' · لوید' |     |        |

| کلپهام روورز | ۰–۱ | واندررز |
| ------------ | --- | ------- |
|              |     | پلهام'  |

| بارنز        | ۱–۱ | همپستد هیتنز |
| ------------ | --- | ------------ |
| هایتون' (۶۸) |     | بارکر'       |

| هیچین | ۰–۵ | رویال انجینیرز |
| ----- | --- | -------------- |
|       |     | نامشخص' (۵)    |

| کویینز پارک | انصراف دانینگتون | دانینگتون اسکول |
| ----------- | ---------------- | --------------- |
|             |                  |                 |

### بازی‌های تکرار
| بارنز | ۰–۱ | همپستد هیتنز |
| ----- | --- | ------------ |
|       |     | لیچ'         |

## دور سوم
با توجه به اینکه تعداد تیم‌های باقی مانده در مسابقات فرد شد، کوئینز پارک قرعه استراحت دریافت کرد و بدین ترتیب بدون انجام حتی یک بازی به نیمه نهایی رسید. دیدار واندررز و کریستال پالاس با تساوی به پایان رسید و هر دو تیم به نیمه نهایی راه پیدا کردند. رویال انجینرز با شکست دادن همپستد هیتنز، ترکیب تیم‌های نیمه نهایی را تکمیل کرد. هیتنز دیگر هیچگاه وارد رقابت‌های حذفی نشد.
| واندررز | ۰–۰ | کریستال پالاس |
| ------- | --- | ------------- |
|         |     |               |

| رویال انجینیرز | ۳–۰ | همپستد هیتنز |
| -------------- | --- | ------------ |
| نامشخص' (۳)    |     |              |

| کویینز پارک | استراحت |  |
| ----------- | ------- |  |
|             |         |  |

واندررز و کریستال پالاس بدون انجام بازی تکراری به نیمه نهایی رسیدند.

## بازی‌های نیمه نهایی
از این مرحله از رقابت‌ها به بعد، تمامی مسابقات در کنینگتون اووال لندن برگزار شد. هر دو نیمه نهایی با تساوی بدون گل به پایان رسید و کار به بازی‌های تکراری کشید. با این حال، کوئینز پارک نتوانست برای بازی دوم سفر طولانی از گلاسکو را انجام دهد و به این ترتیب از رقابت کناره گرفت و واندررز را فینالیست کرد. واندررز سی دقیقه وقت اضافه برای تعیین تکلیف این مسابقه پیشنهاد کرد، اما کوئینز پارک این پیشنهاد را نپذیرفت. رویال انجینیرز با غلبه بر کریستال پالاس در بازی تکراری، دومین تیم فینال شد.
| کریستال پالاس | ۰–۰ | رویال انجینیرز |
| ------------- | --- | -------------- |
|               |     |                |

| کویینز پارک | ۰–۰ | واندررز |
| ----------- | --- | ------- |
|             |     |         |

### بازی‌های تکرار
| رویال انجینیرز          | ۳–۰ | کریستال پالاس |
| ----------------------- | --- | ------------- |
| رنی-تیلیور' (۲) · میچل' |     |               |

| واندررز | انصراف کویینز پارک | کویینز پارک |
| ------- | ------------------ | ----------- |
|         |                    |             |

## فینال
فینال در کنینگتون اووال بین واندررز و رویال انجینیرز برگزار شد. انجینیرز، پیشروان تاکتیک پاسکاری بودند که در آن زمان به عنوان «بازی ترکیبی» شناخته می‌شد و در زمانی که اکثر تیم‌ها تنها بر توان دریبل‌زنی بازیکنان تکیه می‌کردند، این تاکتیک بسیار نوآورانه تلقی می‌شد. اگرچه، این واندررز بود که بر بازی مسلط شد و با گل مورتون بتس، ۱–۰ پیروز شد. به دلیلی که نامشخص مانده، بتس در فینال با نام مستعار «ای.اچ. چکرز» بازی کرد که از عضویت او در باشگاه هارو چکرز گرفته شده بود.
| واندررز | ۱–۰   | رویال انجینیرز |
| ------- | ----- | -------------- |
| بتس ۱۵' | گزارش |                |